# Quibdó
Quibdó ist die Hauptstadt und Regierungssitz des Departamento del Chocó in Nordwest-Kolumbien. Die Stadt liegt am Ufer des Río Atrato in einer der bewaldetsten und niederschlagreichsten Regionen Kolumbiens in der Nähe des Naturparks Emberá mit mehreren Indigenen-Reservaten.
Quibdó ist Sitz des Bistums Quibdó. Die Kathedrale ist dem Heiligen Franz von Assisi geweiht.

## Name
Der Name Quibdó stammt von einem gleichnamigen Kaziken, dessen Herrschaftsgebiet sich im Umfeld der heutigen Stadt erstreckte.

## Geographie
Quibdó ist Hauptstadt von Chocó. Die vorherrschende Vegetationsform ist der tropische Regenwald der Pazifikküste. Die Stadt liegt an einem der wasserreichsten Flüsse der Welt, was seine Oberflächenausdehnung angeht, dem Río Atrato.
An die Gemeinde grenzen im Norden und Nordosten Bojayá und Medio Atrato sowie Vigía del Fuerte und Urrao in Antioquia, im Osten El Carmen de Atrato, im Süden Lloró, Atrato und Río Quito und im Westen Alto Baudó.

## Bevölkerung
Die Gemeinde Quibdó hat 116.256 Einwohner, von denen 109.326 im städtischen Teil (cabecera municipal) der Gemeinde leben (Stand: 2019). Die vorherrschende Bevölkerungsgruppen in Quibdó sind afrokolumbianischer Abstammung oder gehören indigenen Stämmen wie Emberá und Waunanas an. Schätzungen zufolge leben ca. 30.000 Einwohner Quibdós unterhalb der Armutsgrenze. Chocó gehört mit zu den ärmsten Provinzen Kolumbiens infolge von Arbeitslosigkeit, Unterernährung, medizinischer Unterversorgung und Überschwemmungskatastrophen.

## Geschichte
Die Stadt wurde im Jahr 1648 von Indigenen an Fray Matías Abad und dem Franziskanerorden geschenkt und Citará benannt. Im Laufe der Zeit wurde sie von den indigenen Ureinwohnern während diverser Zwischenfälle in Brand gesteckt. 1654 erbauten die Jesuiten Pedro Cáceres und Francisco de Orta den Ort erneut auf. Bis 1690 kam es zu Ansiedlungen auf den Ländereien der Kaziken Guasebá und Quibdó unter der Führung von Don Manuel Cañizales, einem Minenschürfer aus Antioquia. 1702 stieg die Bevölkerungszahl und die Stadt wurde nach dem Kolonisten Francisco de Berro San Francisco de Quibdó benannt. Am 2. Februar 1813 erklärte Quibdó seine Unabhängigkeit und wurde 1825 Distrikthauptstadt. 1948 wurde Quibdó die Hauptstadt der Provinz Chocó. 1966 wurden weite Teile der Stadt verbrannt und mussten neu errichtet werden. Das Umland von Quibdó und vor allem die entlegenen ländlichen Regionen Chocós gehörten lange Zeit zum Aufmarschgebiet paramilitärischer AUC Einheiten und FARC-Guerrilleros, was militärische Operationen der kolumbianischen Armee zur Kontrolle des Atratogebietes mit sich zog. Die Situation verschärfte sich durch die Flüchtlingsproblematik der fliehenden Landbevölkerung aus den umkämpften Zonen.

## Verwaltung
Quibdó verfügt mit 3.337,5 km² über eine große Fläche und wird in folgende corregimientos eingeteilt:
- Corregimiento de Tutunendo
- Corregimiento de Neguá
- Corregimiento de Guayabal
- Corregimiento de Alta Gracia
- Corregimiento de Tanguí
- Corregimiento de La Troje
- Corregimiento de Las Mercedes
- Corregimiento de Tagachí
- Corregimiento de Munguidó
- Corregimiento de Campo Bonito
- Corregimiento de La Divisa

## Klima
Das Klima in Quibdó wird durch feuchtschwüle äquatorialtropische Temperaturen beeinflusst und gilt wegen der sehr hohen Niederschlagsmengen als einer der regenreichsten Orte der Erde. Das feuchtwarme Klima führt dazu, dass es fast jeden Tag für mehrere Stunden heftig regnet. Die Stadt erhält pro Jahr 9,000 mm Regen. Allein an einem Tag können bei äußerst regenreichen Tagen bis zu 500 mm auf die Erde prasseln. Der Ort befindet sich nahe am Äquator, also mitten in den Tropen. Dagegen gibt es im Jahresverlauf kaum Unterschiede und damit keine Jahreszeiten.
|                       | Jan  | Feb  | Mär  | Apr  | Mai  | Jun  | Jul  | Aug  | Sep  | Okt  | Nov  | Dez  |   |      |
| Mittl. Tagesmax. (°C) | 30,0 | 30,4 | 30,5 | 30,9 | 31,3 | 31,4 | 31,4 | 31,2 | 31,0 | 30,6 | 30,5 | 29,9 | ⌀ | 30,8 |
| Mittl. Tagesmin. (°C) | 23,0 | 23,0 | 23,2 | 23,2 | 23,1 | 22,8 | 22,8 | 22,8 | 22,9 | 22,6 | 22,7 | 22,9 | ⌀ | 22,9 |
|                       |      |      |      |      |      |      |      |      |      |      |      |      |   |      |
| Niederschlag (mm)     | 558  | 486  | 513  | 605  | 704  | 754  | 770  | 868  | 688  | 621  | 695  | 648  | Σ | 7910 |
|                       |      |      |      |      |      |      |      |      |      |      |      |      |   |      |
| Sonnenstunden (h/d)   | 2,9  | 3,0  | 2,8  | 3,1  | 3,6  | 3,8  | 4,5  | 4,3  | 4,6  | 3,8  | 3,7  | 3,0  | ⌀ | 3,6  |
|                       |      |      |      |      |      |      |      |      |      |      |      |      |   |      |
| Regentage (d)         | 22   | 18   | 18   | 21   | 25   | 23   | 25   | 27   | 24   | 25   | 24   | 24   | Σ | 276  |
|                       |      |      |      |      |      |      |      |      |      |      |      |      |   |      |
| Luftfeuchtigkeit (%)  | 86   | 85   | 85   | 86   | 86   | 86   | 86   | 86   | 86   | 87   | 86   | 88   | ⌀ | 86,1 |

| 23,0 |

| 23,0 |

| 23,2 |

| 23,2 |

| 23,1 |

| 22,8 |

| 22,8 |

| 22,8 |

| 22,9 |

| 22,6 |

| 22,7 |

| 22,9 |

| 23,0 |

| 23,0 |

| 23,2 |

| 23,2 |

| 23,1 |

| 22,8 |

| 22,8 |

| 22,8 |

| 22,9 |

| 22,6 |

| 22,7 |

| 22,9 |

## Wirtschaft
Die Wirtschaft in Quibdó wird durch den Abbau natürlicher Ressourcen (Gold und Platin), Holzwirtschaft und Landwirtschaft (Bananen, Kochbananen, Maniok und lokalen Früchten wie Borojo (Alibertia patinoi), Pfirsichpalmen (Bactris gasipaes), Ananas, Kaschu (Anacardium occidentale), Caimito (Chrysophyllum cainito), Almirajó (Patinoa almirajo), Lulo (Solanum quitoense) und andere) bestimmt. Quibdó gehört zu den Städten Kolumbiens mit der größten Arbeitslosigkeit (Stand: Februar 2011).

## Kultur
Zu Ehren des Heiligen Franz von Assisi veranstalten die zwölf Bezirke von Quibdó von September bis Oktober die Fiesta de San Pacho, eine Feier der afro-kolumbianischen Chocó-Ethnie. Dieses Fest verbindet volkstümliche Religion synkretistisch mit dem Katholizismus. Messen und Andachten wechseln sich mit Karnevalsumzügen und anderen Feiern ab, bei denen kostümierte und tanzende Gruppen mit Musik und Festwagen durch die Bezirke ziehen. Prozessionen mit den Heiligenfiguren des Franziskus auf dem Río Atrato und in der Stadt schließen das Fest ab.
Diese Fiesta wurde 2012 in die UNESCO-Liste des immateriellen Kulturerbes der Menschheit aufgenommen.

## Tourismus
Die Stadt bietet mehrere touristische Sehenswürdigkeiten wie die Kathedrale, der Palacio Municipal, Palacio Episcopal, der Konvent der Claretianer und das Denkmal des Poeten César. Aufgrund seiner Lage, den Naturschätzen, Regenwäldern und seiner Artenvielfalt bietet die Umgebung von Quibdó Möglichkeiten des Ökotourismus. Da die Verkehrsgegebenheiten auf dem Landweg durch Tropenregen häufig beeinträchtigt sind, ist die Flugverbindung von Bogotá, Medellín oder Cali zum Flughafen El Caraño (IATA-Code: UIB) die geeignetste Anreisemöglichkeit. Im Jahr 2010 wurde ein neues Flughafenterminal fertiggestellt. Die wichtigste Verkehrsader der Region stellt der Río Atrato dar.

## Presse
Neben den großen Tageszeitungen El Tiempo aus Bogotá, El Colombiano aus Medellín ist der lokale Choco7dias die größte Presseeinrichtung.

## Bildung
Quibdó verfügt über mehrere staatliche und private Universitäten. Darunter gehören Universidad Tecnológica del Chocó, Universidad Antonio Nariño, Universidad Cooperativa de Colombia, Fundación Universitaria Remington, UNAD und SENA.

## Persönlichkeiten

### Söhne und Töchter der Stadt
- Francisco Maturana (* 1949), Fußballspieler und -trainer
- Jairo Varela (* 1949), Sänger und Komponist
- Hansel Camacho (* 1956), Salsamusiker, Schauspieler und Komponist
- Alexis Lozano (* 1958), Musiker und Komponist
- Mabel Mosquera (* 1969), Gewichtheberin
- Alexis García (* 1960), Fußballspieler und -trainer
- Mabel (Gisela) Torres Torres (* 1972), Erste Ministerin für Wissenschaft, Technologie und Innovation 2019–2021
- Hámilton Ricard (* 1974), Fußballspieler
- Jésus Sinisterra (* 1975), Fußballspieler
- Wason Rentería (* 1985), Fußballspieler
- Danilson Córdoba (* 1986), Fußballspieler
- Jackson Martínez (* 1986), Fußballspieler
- Carlos Sánchez (* 1986), Fußballspieler
- Jennifer Padilla (* 1990), Sprinterin
- Jhon Arias (* 1997), Fußballspieler
- Carlos Cuesta (* 1999), Fußballspieler
- Carlos Andrés Gómez (* 2002), Fußballspieler